# Le Plessis-Sainte-Opportune
Le Plessis-Sainte-Opportune és un municipi francès situat al departament de l'Eure i a la regió de Normandia. L'any 2017 tenia 335 habitants.

## Demografia

### Població
El 2007 la població de fet de Le Plessis-Sainte-Opportune era de 259 persones. Hi havia 99 famílies de les quals 23 eren unipersonals (15 homes vivint sols i 8 dones vivint soles), 30 parelles sense fills, 38 parelles amb fills i 8 famílies monoparentals amb fills.
La població ha evolucionat segons el següent gràfic:
Habitants censats

### Habitatges
El 2007 hi havia 120 habitatges, 98 eren l'habitatge principal de la família, 18 eren segones residències i 4 estaven desocupats. Tots els 120 habitatges eren cases. Dels 98 habitatges principals, 92 estaven ocupats pels seus propietaris, 4 estaven llogats i ocupats pels llogaters i 2 estaven cedits a títol gratuït; 3 tenien dues cambres, 14 en tenien tres, 27 en tenien quatre i 54 en tenien cinc o més. 74 habitatges disposaven pel capbaix d'una plaça de pàrquing. A 42 habitatges hi havia un automòbil i a 49 n'hi havia dos o més.

### Ingressos
El 2009 a Le Plessis-Sainte-Opportune hi havia 106 unitats fiscals que integraven 284 persones, la mediana anual d'ingressos fiscals per persona era de 18.837 €.

### Activitats econòmiques
Dels 4 establiments que hi havia el 2007, 2 eren d'empreses de construcció, 1 d'una empresa de comerç i reparació d'automòbils i 1 d'una empresa classificada com a «altres activitats de serveis».
Dels 3 establiments de servei als particulars que hi havia el 2009, 1 era un guixaire pintor, 1 lampisteria i 1 empresa de construcció.
L'any 2000 a Le Plessis-Sainte-Opportune hi havia 14 explotacions agrícoles que ocupaven un total de 777 hectàrees.

## Equipaments sanitaris i escolars
El 2009 hi havia una escola maternal integrada dins d'un grup escolar amb les comunes properes formant una escola dispersa.